# Federal Center SW (metrostation)
Federal Center SW is een metrostation in Washington D.C. aan de Silver, Blue en Orange Line van de metro van Washington. Het station heeft een eilandperron waar de treinen voor beide rijrichtingen elk aan een zijde van het perron halt houden. Het station opende op 1 juli 1977 voor de blauwe lijn, samen met 16 andere stations en 19 km nieuwe metrolijn. De bediening door de oranje lijn volgde vanaf 20 november 1978, door de zilveren lijn vanaf 26 juli 2014.
Het station is gelegen aan het kruispunt van 3rd en D Street. Het metrostation bedient een wijk met federale overheidsdiensten waaronder de Ford House Office Building en de  Thomas P. O'Neill Jr. Federal Building (met de Food and Drug Administration), het Federal Emergency Management Agency, het hoofdkwartier van NASA, de Centers for Disease Control and Prevention, het United States Department of Education en het United States Department of Health and Human Services. Er was een plan het metrostation de naam Voice of America te geven, naar de radiozender waarvan het hoofdgebouw ook vlak om de hoek van het station gelegen was. Uiteindelijk werd hiervan afgezien omdat er noch zekerheid was over het behoud van de naam van het radiostation, noch over de locatie van het hoofdkwartier met radio- en televisiestudios. Andere bezienswaardigheden in de omgeving van en bediend door het metrostation zijn de United States Botanic Garden en het National Museum of the American Indian.

## Externe link

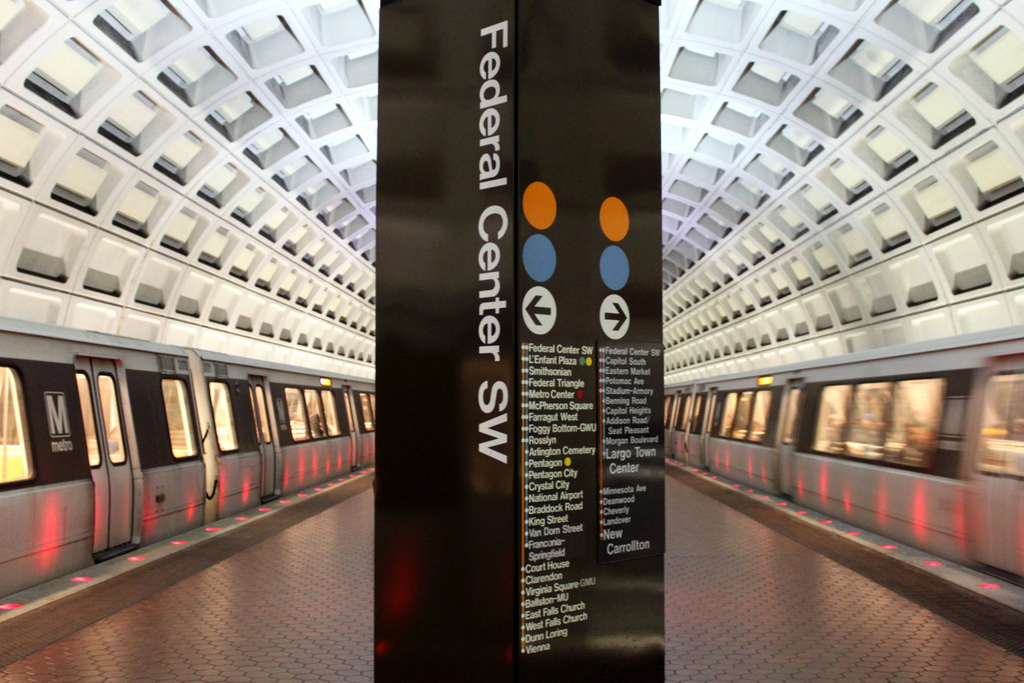
Stationsinformatie